# Ecónomo
Ecónomo (del latín:oeconŏmus y este del griego:οἰκονόμος, literalmente:administrador) es el término que se utiliza en la religión para describir a la persona que administra los bienes de una diócesis.

## Historia
Entre los primeros cristianos, los diáconos y el archidiácono en concepto de tales ya tenían obligaciones especiales ajenas a su oficio y como los bienes eclesiásticos se aumentaban de día en día, se consideró que debía nombrarse una persona con el cargo exclusivo de administrarlos. Tal fue el origen del ecónomo conocido ya en el siglo IV en muchas iglesias particulares de Oriente y mandado crear en todas partes por decreto del Concilio general de Calcedonia. Por este nombramiento el obispo no abdicaba sus facultades naturales y todavía le quedaba la inspección necesaria para evitar o corregir en caso necesario faltas en la administración. El cargo del ecónomo se consideraba de tal importancia que si el obispo o el Metropolitano se descuidaban en crearlo, el Metropolitano o el Patriarca, respectivamente, suplían la negligencia. La legislación y práctica de las iglesias de Oriente se adoptaron también en Occidente, según se ve por los Concilios españoles del siglo VII, los cuales, prescindiendo de los administradores legos, mandaron que se nombrase un ecónomo con arreglo al Concilio de Calcedonia.
San Cipriano hace mención de distribuciones mensuales hechas a los clérigos y los llama clérigos esportulantes, por las esportillas en que recibían los comestibles. Los arcedianos o ecónomos tenían que dar cuenta al obispo de su administración.

## Sede vacante
Muerto el obispo o vacando de cualquiera manera la silla episcopal, la autoridad de gobernar la Iglesia sede vacante pasaba al presbiterio y con ella el derecho también de administrar los bienes eclesiásticos. Nombrado después el ecónomo, según lo establecido por el Concilio de Calcedonia, él debía correr con el cuidado de los bienes dando a los clérigos su correspondiente asignación, satisfaciendo las cargas del episcopado y reservando lo restante para el obispo sucesor a quien tenía que dar cuenta de su administración.

## Cura ecónomo
Se denomina cura ecónomo a un miembro del clero que ha accedido al cargo tras sustituir al párroco por necesidad o enfermedad sin que su administración, en principio temporal, implique una continuidad de permanencia en el puesto que pasa a ostentar.
Este cargo lo ostentaron, entre otros, personajes como Facundo Bellver Castelló, José Mirabent y Soler o Inocente Hervás y Buendía.